# 斯科特·埃姆尔
斯科特·D·埃姆爾（英語：Scott D. Emr，1954年2月8日—），美国細胞生物學家，康奈爾大學威爾細胞及分子生物學研究所創院及現任所長，也是該院分子生物學與遺傳學系法蘭克·羅德1956屆畢業生教授。2021年，他獲頒邵逸夫生命科學與醫學獎。

## 早年生活與教育
埃姆爾生於新澤西州澤西市，並於同州的里爾堡長大。他父親是一所製造公司的經理。他有一位姊妹和兩位兄弟。
埃姆爾對海洋學的興趣源於1960年代的紀錄片《雅克-伊夫·庫斯托的海底世界》（The Undersea World of Jacques Cousteau）。他因此於1972年開始在擁有強大海洋學系的羅德島大學就讀生物學。大學時期的埃姆爾轉而對遺傳學感興趣。1976年畢業後，他在哈佛大學微生物學與分子遺傳學系開始博士研究，由湯馬斯·西哈維及喬納森·貝克韋夫指導，並於1981年取得博士學位。

## 職業生涯
取得博士學位後，埃姆爾成為加州大學柏克萊分校苗勒研究院院士和蘭迪·謝克曼小組的博士後研究員。1983年，他轉至加州理工學院，先後成為生物學部助理教授和副教授。
埃姆爾在1991年被喬治·埃米爾·帕拉德招募至加州大學聖地牙哥分校，擔任細胞與分子醫學系特聘教授及霍華德·休斯醫學研究所研究員。2007年，他前往康奈爾大學，成為細胞及分子生物學研究所（後因瓊和桑福德·威爾夫婦的捐贈而更名威爾細胞及分子生物學研究所）創院所長，以及分子生物學與遺傳學系法蘭克·羅德1956屆畢業生教授。
埃姆爾是多份科學期刊的編輯委員會成員，截至2022年包括mBio、細胞生物學趨勢（Trends in Cell Biology）和細胞生物學新見（Current Opinion in Cell Biology）。

## 研究
埃姆爾的研究主要跟膜囊泡運輸的調控有關。其研究小組發現的內體蛋白分選轉運複合體（Endosomal Sorting Complexes Required for Transport complex，ESCRT）為他贏得2021年邵逸夫生命科學與醫學獎。細胞內的不同環節均需要ESCRT，例如溶酶體降解膜蛋白質、細胞質分裂的後期步驟、及人類免疫缺乏病毒（HIV）透過出芽脫離宿主細胞。
他的其他研究興趣包括使用脂類（特別是磷酸肌醇）的細胞信號傳送機制（即lipid signaling）、細胞內以囊泡來運送蛋白質的過程、以及膜蛋白質降解過程中抑制蛋白和泛素化的角色。

## 個人生活
埃米爾在大學3年級時認識他的未來妻子米歇爾。當時她也是大學3年級，主修音樂和學前教育。3年後，他們於在埃米爾就讀博士時結婚。截至2021年，他們的女兒拜恩娜在匹茲堡當兒科外科醫生，兒子奇雲則在紐約州阿伯尼當麻醉科醫生。

## 獎項和榮譽
- 美國微生物學會院士（1998）[19]
- 美國科學促進會院士（1999）[20]
- 美國文理科學院成員（2004）[21]
- 美國國家科學院成員（2007）[22][23]
- 美國生物化學和分子生物學會（英语：American Society for Biochemistry and Molecular Biology）阿凡提脂類獎（Avanti Award in Lipids，2007）[24]
- 歐洲分子生物學組織外籍成員（2008）[25][26]
- 烏特勒支大學生物膜研究所范·迪恩獎章（van Deenen Medal，2014）[27]
- 美國細胞生物學學會基思·R·波特講座（基思·R·波特讲座，2017）[19][28]
- 美國細胞生物學學會院士（2017）[29]
- 邵逸夫生命科學與醫學獎（2021）[2]